# كلمة الله
كلمة الله أو الكلمة وصفت بأنها أعظم وأفخم الألقاب أو الأسماء التي أطلقت على المسيح في العهد الجديد، وبأنها الاسم الفلسفي واللاهوتي الأول، وبينما دعي إبراهيم «خليل الله» وموسى «كليم الله»، وهما صفات خارجية بالنسبة إلى الله، فإن المسيح دعي «كلمة الله» أي صفة داخلية بالنسبة لله. ولقد اتخذ سياقها في فاتحة إنجيل يوحنا للبرهان على سر التجسد والأصل الماورائي في المسيح بناء على وجهة النظر المسيحية.
حسب العلوم اللاهوتية فإنّ استعمال لفظ «الكلمة» محوري، لأن الكلمة، هي الوسيلة التي يُعبّر فيها العقل عن فكره لسواه، وبالقياس، فإن الله قد عبّر في المسيح «كلمته» عن فكره. فكلمة الله، بمعنى نطق الله، ولا يمكن أن يكون نطقًا دون فكرًا، ومجمل الفكر هو العقل ذاته. والعقل، أو الكلمة، هي صفة قديمة قائمة في الله، لا يمكن فصلها عنه أو تجزئة الذات الإلهية بسواها، فهي تحمل كافة صفات الذات الإلهيّة.
لقد كانت شريعة موسى، لاسيّما لوحي الحجارة، إعلانًا لطبيعة الله وإرادته، أما بعد التجسد، وطبقًا للعقائد المسيحية، فإن هذه الطبيعة وهذه الإرادة استعلنا في يسوع المسيح، وبدلاً من لوحي حجارة جامدين، فإنّ استعلان الله آتى في تمام الزمان، من خلال حياة إنسان. وهكذا، فإنّ كلمة الله، أي جوهر المسيح، هو غير محدود وأزلي وغير مدرك بالحواس، ولكنّ الشكل الذي أخذه، أي الجسد، هو حادث ومحدود ومدرك بالحواس. في حين يفيد قرن «الكلمة» باسم «الله» بأنّ الكلمة قد تجسدت من الله وليس من العدم. يفيد معنى الكلمة أيضًا بمعنى «الوحي»، فكلمة الله هو وحي الله، يقول يوحنا الصليب أحد معلمي الكنيسة الجامعة:
إذ أعطانا الله ابنه، الذي هو كلمته، لم يبق لديه كلمة أخرى يعطينا إياها. لقد قال لنا كل شيء معًا ودفعة واحدة، في هذه الكلمة الوحيدة، ليس له شيء آخر يقوله، لأن ما كان يقوله أجزاءً في الأنبياء قاله بشكل كامل في كلمته أي ابنه".
ورد الوصف أيضًا في القرآن، وقد فسره معظم المفسرون المسلمون بأنه كلمة «كن»، أي أن المسيح سمي كلمة الله لأنه خُلق بكلمة كن فكان دون أي وسيط أو تدخل ذكري حيث ورد في سورة آل عمران الآية 59 ﴿إن مثل عيسى عند الله كمثل آدم خلقه من تراب ثم قال له كن فيكون﴾.